# Barney Google
Pour les articles homonymes, voir Barney et Google (homonymie).

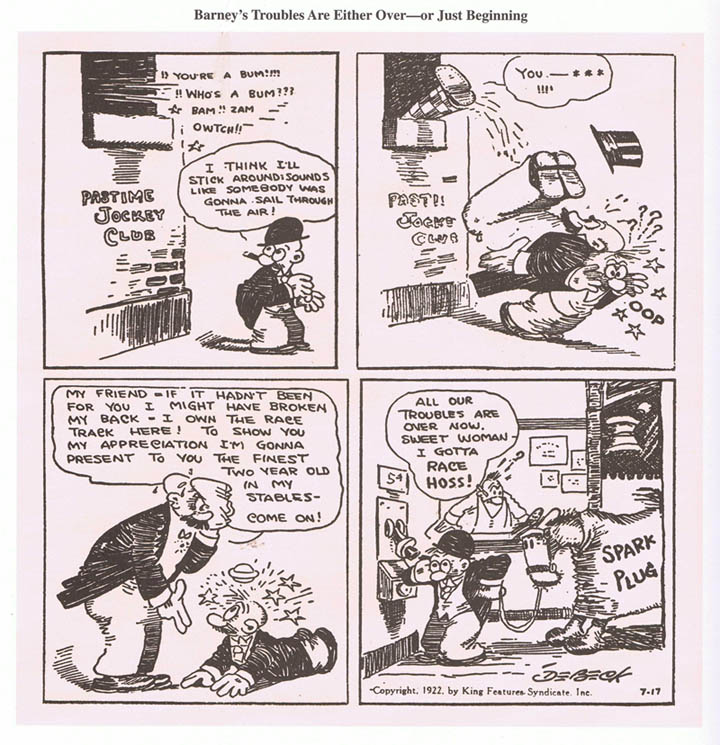
Bande dessinée Barney Google par Billy DeBeck du 17/07/1922

Barney Google (anglais : Barney Google and Snuffy Smith) est un comic strip de l'Américain Billy DeBeck lancé le 17 juin 1919. Depuis ses débuts, elle a gagné un lectorat international énorme, figurant dans 900 journaux dans 21 pays. Le succès de la bande dessinée a conduit à son adaptation au cinéma, en série d'animation, en chanson populaire et à la télévision. Elle a ajouté plusieurs termes et expressions à la langue anglaise et a inspiré la chanson Barney Google avec des paroles de Billy Rose. Dans les années 1970, la série a été publiée en France dans Le Journal de Mickey sous le titre de La Famille Glougloub.
En 1926, DeBeck ajoute une bande complémentaire à Barney Google : Bunky.
Charles M. Schulz, créateur du fameux comic-strip Peanuts (Charlie Brown, Snoopy), était surnommé « Sparky » par son oncle, en hommage à « Sparkplug », le cheval de Barney Google.

## Liste des auteurs
- 1919-1942 : Billy DeBeck
- 1942-2001 : Fred Lasswell
- 2001- : John R. Rose (encreur depuis 1998)